# Copa Kirin
No confundir con Copa Desafío Kirin.
La  Copa Kirin (キリンカップサッカ Kirin Kappu Sakkā?) es un torneo de fútbol amistoso organizado en Japón por la Corporación Kirin, diferente a la Copa Desafío (Kirin Challenge Cup). Los equipos participantes podían ser clubes o selecciones nacionales, pero la Selección de fútbol de Japón siempre ha participado por su condición de local. No obstante, desde 1992 solo selecciones nacionales pueden participar.

## Campeones

### Formato de equipos

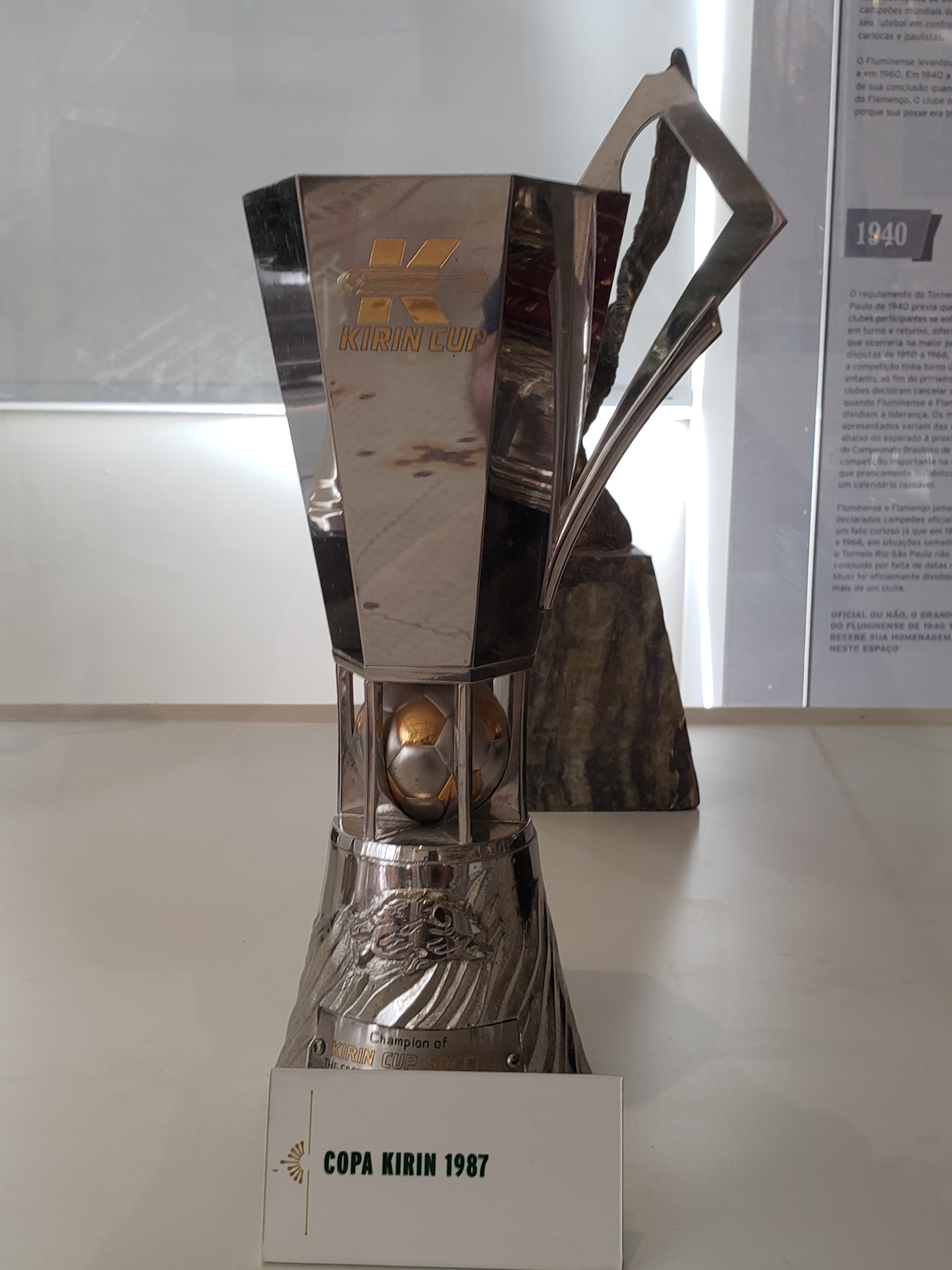
Copa Kirin 1987.

| Edición      | Campeón            | Final Resultado | Subcampeón          |
| ------------ | ------------------ | --------------- | ------------------- |
| 1978 Detalle | B. Mönchengladbach | 1:1             | Palmeiras           |
| 1979 Detalle | Tottenham Hotspur  | 2:0             | Dundee United       |
| 1980 Detalle | Middlesbrough      | 1:1 (4-3 pen.)  | RCD Espanyol        |
| 1981 Detalle | Brujas             | 2:0             | Internazionale      |
| 1982 Detalle | Werder Bremen      | Liga            | Japón               |
| 1983 Detalle | Newcastle United   | Liga            | Botafogo            |
| 1984 Detalle | Internacional      | 2:1             | Irlanda             |
| 1985 Detalle | Santos             | 4:2             | Uruguay             |
| 1986 Detalle | Werder Bremen      | 4:2             | Palmeiras           |
| 1987 Detalle | Fluminense         | 2:0             | Torino              |
| 1988 Detalle | Flamengo           | 1:0             | Bayer 04 Leverkusen |
| 1989 Detalle | No se disputó      | No se disputó   | No se disputó       |
| 1990 Detalle | No se disputó      | No se disputó   | No se disputó       |
| 1991 Detalle | Japón              | Liga            | Vasco da Gama       |

### Formato de selecciones
| Edición      | Campeón                  | Final Resultado | Subcampeón      | Tercer puesto       | Resultado      | Cuarto puesto |
| ------------ | ------------------------ | --------------- | --------------- | ------------------- | -------------- | ------------- |
| 1992 Detalle | Argentina                | Liga            | Gales           | Japón               | -              | -             |
| 1993 Detalle | Hungría                  | Liga            | Japón           | Estados Unidos      | -              | -             |
| 1994 Detalle | Francia                  | Liga            | Australia       | Japón               | -              | -             |
| 1995 Detalle | Japón                    | Liga            | Escocia         | Ecuador             | -              | -             |
| 1996 Detalle | Japón                    | Liga            | México          | Serbia y Montenegro | -              | -             |
| 1997 Detalle | Japón                    | Liga            | Croacia         | Turquía             | -              | -             |
| 1998 Detalle | República Checa          | Liga            | Japón           | Paraguay            | -              | -             |
| 1999 Detalle | Perú y Bélgica           | Liga            | -               | Japón               | -              | -             |
| 2000 Detalle | Japón y Eslovaquia       | Liga            | -               | Bolivia             | -              | -             |
| 2001 Detalle | Japón                    | Liga            | Paraguay        | Yugoslavia          | -              | -             |
| 2002 Detalle |                          | No culminó      | Japón           | Honduras            | -              | Eslovaquia    |
| 2003 Detalle | -                        | No culminó      | Argentina       | Paraguay            | -              | Japón         |
| 2004 Detalle | Japón                    | Liga            | Serbia          | Eslovaquia          | -              | -             |
| 2005 Detalle | Perú y Emiratos Árabes   | Liga            | -               | Japón               | -              | -             |
| 2006 Detalle | Escocia                  | Liga            | Bulgaria        | Japón               | -              | -             |
| 2007 Detalle | Japón                    | Liga            | Colombia        | Montenegro          | -              | -             |
| 2008 Detalle | Japón                    | Liga            | Paraguay        | Costa de Marfil     | -              | -             |
| 2009 Detalle | Japón                    | Liga            | Chile y Bélgica | -                   | -              | -             |
| 2011 Detalle | Rep. Checa, Japón y Perú | Liga            | -               | -                   | -              | -             |
| 2016 Detalle | Bosnia y Herzegovina     | 2:1             | Japón           | Dinamarca           | 4:0            | Bulgaria      |
| 2022 Detalle | Túnez                    | 3:0             | Japón           | Ghana               | 0:0 (5-4 pen.) | Chile         |

## Últimas ediciones

### 2005

#### Tabla de posiciones
| Selección              | Pts. | PJ | PG | PE | PP | GF | GC | Dif. |
| ---------------------- | ---- | -- | -- | -- | -- | -- | -- | ---- |
| Perú                   | 4    | 2  | 1  | 1  | 0  | 1  | 0  | +1   |
| Emiratos Árabes Unidos | 4    | 2  | 1  | 1  | 0  | 1  | 0  | +1   |
| Japón                  | 0    | 2  | 0  | 0  | 2  | 0  | 2  | -2   |

#### Resultados
| 22 de mayo de 2005 | Japón | 0:1 (0:0) | Perú           | Estadio del Gran Cisne de Niigata, Niigita |                                 |
|                    |       |           | Vassallo 90+4' | Asistencia: 39.856 espectadores            | Asistencia: 39.856 espectadores |

| 24 de mayo de 2005 | Emiratos Árabes Unidos | 0:0 | Perú | Estadio Toyota, Toyota         |  |
|                    |                        |     |      | Asistencia: 6.536 espectadores |  |

| 27 de mayo de 2005 | Japón | 0:1 (0:0) | Emiratos Árabes Unidos | Estadio Olímpico de Tokio, Tokio                                |                                                                 |
|                    |       |           | Alo Ali 69'            | Asistencia: 53.123 espectadores Árbitro(s): Michel (Eslovaquia) | Asistencia: 53.123 espectadores Árbitro(s): Michel (Eslovaquia) |

### 2006

#### Tabla de posiciones
| Selección | Pts. | PJ | PG | PE | PP | GF | GC | Dif. |
| --------- | ---- | -- | -- | -- | -- | -- | -- | ---- |
| Escocia   | 4    | 2  | 1  | 1  | 0  | 5  | 1  | +4   |
| Bulgaria  | 3    | 2  | 1  | 0  | 1  | 3  | 6  | -3   |
| Japón     | 1    | 2  | 0  | 1  | 1  | 1  | 2  | -1   |

#### Resultados
| 9 de mayo de 2006 | Japón    | 1:2 (0:1) | Bulgaria                    | Estadio Nagai, Osaka                                                     |                                                                          |
|                   | Maki 76' | Reporte   | S. Todorov 1' · Yanev 90+1' | Asistencia: 44.851 espectadores Árbitro(s): Carlos Megía Dávila (España) | Asistencia: 44.851 espectadores Árbitro(s): Carlos Megía Dávila (España) |

| 11 de mayo de 2006 | Escocia                                     | 5:1 (2:1) | Bulgaria       | Estadio de las Alas de Kobe, Kobe                                |                                                                  |
|                    | Boyd 13' 43' · McFadden 69' · Burke 77' 88' | Reporte   | Y. Todorov 26' | Asistencia: 5.780 espectadores Árbitro(s): Toru Kamikawa (Japón) | Asistencia: 5.780 espectadores Árbitro(s): Toru Kamikawa (Japón) |

| 13 de mayo de 2006 | Japón | 0:0     | Escocia | Estadio de Saitama, Saitama                                                     |                                                                                 |
|                    |       | Reporte |         | Asistencia: 58.648 espectadores Árbitro(s): Eduardo Iturralde González (España) | Asistencia: 58.648 espectadores Árbitro(s): Eduardo Iturralde González (España) |

### 2007

#### Tabla de posiciones
| Selección  | Pts. | PJ | PG | PE | PP | GF | GC | Dif. |
| ---------- | ---- | -- | -- | -- | -- | -- | -- | ---- |
| Japón      | 4    | 2  | 1  | 1  | 0  | 2  | 0  | +2   |
| Colombia   | 4    | 2  | 1  | 1  | 0  | 1  | 0  | +1   |
| Montenegro | 0    | 2  | 0  | 0  | 2  | 0  | 3  | -3   |

#### Resultados
| 1 de junio de 2007 | Japón                       | 2:0 (2:0) | Montenegro | Estadio de Shizuoka, Fukuroi                                             |                                                                          |
|                    | Nakazawa 23' · Takahara 38' |           |            | Asistencia: 28.635 espectadores Árbitro(s): Michael Svendsen (Dinamarca) | Asistencia: 28.635 espectadores Árbitro(s): Michael Svendsen (Dinamarca) |

| 3 de junio de 2007 | Colombia   | 1:0 (1:0) | Montenegro | Estadio de Matsumoto, Matsumoto                                 |                                                                 |
|                    | Falcao 33' |           |            | Asistencia: 10.070 espectadores Árbitro(s): Kenji Ogiya (Japón) | Asistencia: 10.070 espectadores Árbitro(s): Kenji Ogiya (Japón) |

| 5 de junio de 2007 | Japón | 0:0 | Colombia | Estadio de Saitama, Saitama                                               |  |
|                    |       |     |          | Asistencia: 45.091 espectadores Árbitro(s): Nicolai Volquartz (Dinamarca) |  |

### 2008

#### Tabla de posiciones
| Selección       | Pts. | PJ | PG | PE | PP | GF | GC | Dif. |
| --------------- | ---- | -- | -- | -- | -- | -- | -- | ---- |
| Japón           | 4    | 2  | 1  | 1  | 0  | 1  | 0  | +1   |
| Paraguay        | 2    | 2  | 0  | 2  | 0  | 1  | 1  | 0    |
| Costa de Marfil | 1    | 2  | 0  | 1  | 1  | 1  | 2  | -1   |

#### Resultados
| 22 de mayo de 2008 | Costa de Marfil | 1:1 (0:0) | Paraguay   | Estadio Nissan, Yokohama                                              |                                                                       |
|                    | Traoré 74'      | Reporte   | Bogado 78' | Asistencia: 5.197 espectadores Árbitro(s): Kazuhiko Matsumura (Japón) | Asistencia: 5.197 espectadores Árbitro(s): Kazuhiko Matsumura (Japón) |

| 24 de mayo de 2008 | Japón      | 1:0 (1:0) | Costa de Marfil | Estadio Toyota, Toyota                                              |                                                                     |
|                    | Tamada 21' | Reporte   |                 | Asistencia: 40.710 espectadores Árbitro(s): Bruno Paixão (Portugal) | Asistencia: 40.710 espectadores Árbitro(s): Bruno Paixão (Portugal) |

| 27 de mayo de 2008 | Japón | 0:0 | Paraguay | Estadio de Saitama, Saitama                                                     |  |
|                    |       |     |          | Asistencia: 27.998 espectadores Árbitro(s): Paulo Manuel Gomes Costa (Portugal) |  |

### 2009

#### Tabla de posiciones
| Selección | Pts. | PJ | PG | PE | PP | GF | GC | Dif. |
| --------- | ---- | -- | -- | -- | -- | -- | -- | ---- |
| Japón     | 6    | 2  | 2  | 0  | 0  | 8  | 0  | +8   |
| Chile     | 1    | 2  | 0  | 1  | 1  | 1  | 5  | -4   |
| Bélgica   | 1    | 2  | 0  | 1  | 1  | 1  | 5  | -4   |

#### Resultados
| 27 de mayo de 2009, 19:35 | Japón                                   | 4:0 (2:0) | Chile | Estadio Nagai, Osaka                                                    |                                                                         |
|                           | Okazaki 20' 24' · Abe 53' · Honda 90+2' | Reporte   |       | Asistencia: 43.531 espectadores Árbitro(s): Anders Hermanse (Dinamarca) | Asistencia: 43.531 espectadores Árbitro(s): Anders Hermanse (Dinamarca) |

| 29 de mayo de 2009, 19:00 | Bélgica       | 1:1 (1:1) | Chile     | Fukuda Denshi Arena, Chiba                                     |                                                                |
|                           | Roelandts 16' | Reporte   | Medel 22' | Asistencia: 6.050 espectadores Árbitro(s): Minoru Tojo (Japón) | Asistencia: 6.050 espectadores Árbitro(s): Minoru Tojo (Japón) |

| 31 de mayo de 2009, 19:20 | Japón                                                | 4:0 (2:0) | Bélgica | Estadio Olímpico de Tokio, Tokio                                    |                                                                     |
|                           | Nagatomo 21' · Nakamura 23' · Okazaki 60' · Yano 77' | Reporte   |         | Asistencia: 42.520 espectadores Árbitro(s): Rob Styles (Inglaterra) | Asistencia: 42.520 espectadores Árbitro(s): Rob Styles (Inglaterra) |

### 2011

#### Tabla de posiciones
| Selección       | Pts. | PJ | PG | PE | PP | GF | GC | Dif. |
| --------------- | ---- | -- | -- | -- | -- | -- | -- | ---- |
| Perú            | 2    | 2  | 0  | 2  | 0  | 0  | 0  | 0    |
| República Checa | 2    | 2  | 0  | 2  | 0  | 0  | 0  | 0    |
| Japón           | 2    | 2  | 0  | 2  | 0  | 0  | 0  | 0    |

#### Resultados
| 10 de junio de 2011, 19:20 | Japón | 0:0 | Perú | Estadio Niigata, Niigata                                             |  |
|                            |       |     |      | Asistencia: 39.048 espectadores Árbitro(s): Howard Webb (Inglaterra) |  |

| 4 de junio de 2011, 15:00 | Perú | 0:0 | República Checa | Estadio de Matsumoto, Matsumoto                               |  |
|                           |      |     |                 | Asistencia: 7.592 espectadores Árbitro(s): Ryuji Sato (Japón) |  |

| 7 de junio de 2011, 19:30 | Japón | 0:0 | República Checa | Estadio Internacional de Yokohama, Yokohama                              |  |
|                           |       |     |                 | Asistencia: 65.856 espectadores Árbitro(s): Martin Atkinson (Inglaterra) |  |

### 2016
|  | Semifinales               | Semifinales |                              |   | Final | Final |
|  |                           |             |                              |   |       |       |
|  | 3 de junio - Toyota       |             |                              |   |       |       |
|  |                           |             |                              |   |       |       |
|  | Bosnia y Herzegovina (p.) | 2 (4)       |                              |   |       |       |
|  | Bosnia y Herzegovina (p.) | 2 (4)       | 7 de junio - Suita           |   |       |       |
|  | Dinamarca                 | 2 (3)       |                              |   |       |       |
|  | Dinamarca                 | 2 (3)       | Bosnia y Herzegovina         | 2 |       |       |
|  | 3 de junio - Toyota       |             | Bosnia y Herzegovina         | 2 |       |       |
|  |                           | Japón       | 1                            |   |       |       |
|  | Japón                     | Japón       | 1                            | 7 |       |       |
|  | Japón                     |             |                              | 7 |       |       |
|  | Bulgaria                  | 2           |                              |   |       |       |
|  | Bulgaria                  | 2           | Partido por el tercer puesto |   |       |       |
|  |                           |             |                              |   |       |       |
|  | 7 de junio - Suita        |             |                              |   |       |       |
|  |                           |             |                              |   |       |       |
|  | Dinamarca                 | 4           |                              |   |       |       |
|  | Dinamarca                 | 4           |                              |   |       |       |
|  | Bulgaria                  | 0           |                              |   |       |       |

### 2022
|  | Semifinales         | Semifinales |                              |   | Final | Final |
|  |                     |             |                              |   |       |       |
|  | 10 de junio - Kōbe  |             |                              |   |       |       |
|  |                     |             |                              |   |       |       |
|  | Chile               | 0           |                              |   |       |       |
|  | Chile               | 0           | 14 de junio - Suita          |   |       |       |
|  | Túnez               | 2           |                              |   |       |       |
|  | Túnez               | 2           | Túnez                        | 3 |       |       |
|  | 10 de junio - Kōbe  |             | Túnez                        | 3 |       |       |
|  |                     | Japón       | 0                            |   |       |       |
|  | Japón               | Japón       | 0                            | 4 |       |       |
|  | Japón               |             |                              | 4 |       |       |
|  | Ghana               | 1           |                              |   |       |       |
|  | Ghana               | 1           | Partido por el tercer puesto |   |       |       |
|  |                     |             |                              |   |       |       |
|  | 14 de junio - Suita |             |                              |   |       |       |
|  |                     |             |                              |   |       |       |
|  | Chile               | 0 (1)       |                              |   |       |       |
|  | Chile               | 0 (1)       |                              |   |       |       |
|  | Ghana (p.)          | 0 (3)       |                              |   |       |       |